# Hybomitra subcallosa
Hybomitra subcallosa är en tvåvingeart som först beskrevs av Ricardo 1911.  Hybomitra subcallosa ingår i släktet Hybomitra och familjen bromsar. Inga underarter finns listade i Catalogue of Life.